# Autosticha pelodes
Autosticha pelodes là một loài bướm đêm thuộc họ Oecophoridae. Nó được tìm thấy ở miền nam Thái Bình Dương, bao gồm Hawaii và Polynésie thuộc Pháp, Java, Celebes, New Hebrides, Samoa, quần đảo Austral và the Marquesas. Ấu trùng ăn rau thối rữa. Ấu trùng đã được tìm thấy bên dưới đống lá thối rữa của cây mía.